# Han Yu
Han Yu, în chineza tradițională: 韓愈; în chineza simplificată: 韩愈; în pinyin: Hán Yù, (768 - 824) a fost un scriitor și eseist chinez și precursor al neo-confucianismului.
Adept al exprimării poetice în spiritul literaturii tradiționale din epocile Han și Zhou, pentru influența exercitată asupra literaturii chineze, este comparat de către Indiana Companion ca fiind de valoarea lui Dante, Shakespeare sau Goethe.

## Scrieri
- Eseu despre daoism ("Yuan dao")
- Despre natura umană ("Yuan sin")
- Despre clevetiri ("Yuan gui")
- De ici de colo ("Za shuo").